# Crataegus tinctoria
Crataegus tinctoria es una especie de planta del género Crataegus, perteneciente a la familia Rosaceae.

## Taxonomía
Crataegus tinctoria fue descrita por William Willard Ashe en 1902.

## Distribución
Se encuentra en el territorio de Carolina del Norte y Tennessee.